# Progetto delle strutture metalliche
Il progetto di una struttura metallica prevede l'elaborazione di una serie di elaborati tecnici quali:
- calcoli statici;
- disegni di progetto;
- disegni di officina;
- disegni di montaggio.

## Calcoli statici
I calcoli statici devono essere aderenti allo schema effettivamente realizzato e devono essere atti a comprovare la rispondenza delle strutture ai requisiti posti alla base del progetto.

Essi devono individuare esplicitamente i carichi relativi alle singole ipotesi di carico, le risoluzioni statiche e le conseguenti verifiche per le combinazioni richieste.

L'analisi strutturale elastica viene attualmente effettuata con il calcolo automatico.

## Disegni di progetto
I disegni di progetto devono essere atti a definire interamente i profili e le sezioni strutturali adottate, le quote ed i dettagli della struttura ed i collegamenti impiegati.

Nei disegni progettuali devono essere riportati i tipi di acciaio previsti.

Fanno parte dei disegni di progetto i disegni da assieme, le piante e le sezioni trasversali e longitudinali atte a rappresentare completamente la struttura nonché i disegni dei carichi e dei dettagli di fondazione.

## Disegni di officina
I disegni di officina rappresentano uno sviluppo in dettaglio degli elementi raffigurati nei disegni di progetto.

Tali disegni costituiscono generalmente una documentazione interna all'azienda di carpenteria metallica.

In essi i singoli pezzi da costruire in officina sono contraddistinti con numeri, indicanti la posizione e con lettere indicanti le marche delle posizioni assiemate in officina.

## Disegni di montaggio
Sono disegni di sintesi, che riportano i riferimenti atti ad agevolare il montaggio in cantiere.

Si tratta in genere ancora di documenti interni dell'azienda di carpeneteria metallica.